# Przybyszów (Basses-Carpates)
Pour les articles homonymes, voir Przybyszów.
Przybyszów est une localité polonaise de la gmina de Bukowsko, située dans le powiat de Sanok en voïvodie des Basses-Carpates.